# Lygosoma
Lygosoma – rodzaj jaszczurek z podrodziny Lygosominae w rodzinie scynkowatych (Scincidae).

## Zasięg występowania
Rodzaj obejmuje gatunki występujące w południowej i południowo-wschodniej Azji. 

## Systematyka

### Etymologia
- Lygosoma: gr. λυγος lugos „giętka gałązka, witka”[5]; σωμα sōma, σωματος sōmatos „ciało”[6].
- Squamicilia: łac. squama „łuska”[7]; cilium „powieka”[8]. Gatunek typowy: Eumeces isodactylus Günther, 1864.

### Podział systematyczny
Do rodzaju należą następujące gatunki: 

- Lygosoma angeli (Smith, 1937)
- Lygosoma bampfyldei Bartlett, 1895
- Lygosoma boehmei Ziegler, Schmitz, Heidrich, Vu & Nguyen, 2007
- Lygosoma corpulentum Smith, 1921
- Lygosoma haroldyoungi (Taylor, 1962)
- Lygosoma isodactylum (Günther, 1864)
- Lygosoma kinabatanganense Grismer, Quah, Duzulkafly & Yambun, 2018
- Lygosoma koratense Smith, 1917
- Lygosoma opisthorhodum Werner, 1910
- Lygosoma peninsulare Grismer, Quah, Duzulkafly & Yambun, 2018
- Lygosoma quadrupes (Linnaeus, 1766)
- Lygosoma schneideri Werner, 1900
- Lygosoma siamense Siler, Heitz, Davis, Freitas, Aowphol, Termprayoon & Grismer, 2018
- Lygosoma singha (Taylor, 1950)
- Lygosoma tabonorum Heitz, Diesmos, Freitas, Ellsworth & Grismer, 2016
- Lygosoma veunsaiense Geissler, Hartmann & Neang, 2012